# Stemonyphantes cus
Espèce
Stemonyphantes cus est une espèce d'araignées aranéomorphes de la famille des Linyphiidae.

## Distribution
Cette espèce est endémique de l'oblast d'Orenbourg en Russie,. Elle se rencontre vers Akbulak .

## Description
Le mâle holotype mesure 5,8 mm et la femelle paratype 5,6 mm.

## Systématique et taxinomie
Cette espèce a été décrite par Esyunin, Vlasov et Ustinova en 2023.

## Publication originale
- Esyunin, Vlasov & Ustinova, 2023 : « Stemonyphantes cus sp. n. (Aranei: Linyphiidae: Stemonyphantinae), from the steppe Cisurals, Russia. » Arthropoda Selecta, vol. 32, no 1, p. 107-111.